# Livets gang i Lidenlund
Livets gang i Lidenlund er en kærlig samfundssatirisk  tegneserie af Henning Gantriis, baseret på byen Lemvig. Tegneserien blev skabt i 1953, og blev bl.a. bragt dagligt i dagbladet Politiken 1971-1994. Det er historien om den lille provinsby og dens beboere i tiden 1950erne og 60erne.